# Буковец (област Враца)
Вижте пояснителната страница за други значения на Буковец.
Бу̀ковец е село в Северозападна България. То се намира в община Бяла Слатина, област Враца.

## География
Село Буковец се намира на 21,4 км югозападно от общинския център гр. Бяла Слатина и на 43 км от гр. Враца. Селото е разположено върху силно пресечена местност от долове в северното подножие на Бърдо Веслец, недалеч от десния бряг на река Скът. Землището му заема площ от 20 165 декара и опира на изток в землището на с. Тлачене, на юг – с. Вировско, на запад – с. Нивянин и на север – с. Комарево. Обработваемата земя е около 8000 декара, останалото са гори, пасища, ливади и пустеещи земи.

## История
Името на селото безспорно е старинно име. Бук-ов-ец е съставено от прилагателното 'буков', т.е. кладенец с гърло от буково дърво, клада, и от съществителното 'извор', езеро или кладенец, което с времето е отпаднало, и е било заменено със старинния суфикс -ец. Освен това в землището на селото има много стари имена на местности със старинни суфикси -ица и -ец: Дреновица, Страница, Брайовец, Вътковец, Домославец, Кучковец, Мишовец, Ничовец, Осайдовец, Плашивец, и други. Тези имена говорят не само за своята старинност, но и за древността на село Буковец.
От източници е установено, че село Буковец е заварено от османските завоеватели с днешното си име и на сегашното си място. Районът на селото е богат на неизследвани археологически паметници и селища. По-системно с проучване на района на селото се е занимавал Богдан Николов от Историческия музей във Враца. В местността Калето са открити останки на укрепено праисторическо селище. На повърхността на това селище има следи от антично укрепление и при оран местните хора често намират монети и парчета от глинени съдове.
В местността „Селището“ на север от Буковец има останки от антично и средновековно селище. Тук през 1933 г. прави разкопки големият български археолог Никола Миков и открива тракийски железен меч. В местността Хумата иманяри през 1950 г. са разкопали тракийска надгробна могила. В местността Мотанова могила също е разкопана тракйиска надгробна могила, но е разграбена. В местността Лозения връх до към 1960 г. са личали зидове на старо укрепление. В местността Черковата има стар оброчен камък с надпис, който е почти заличен. Оброк има и в местността Манастирището при стария кладенец.
За селото има преведени два османски документа от 19 век. Първият е от 1849 г. и селото е записано като тимар на Мехмед Юсуф от Враца. Другият документ се отнася за производители на тютюн – 17 българи и 5 черкези.
През 1860 г. в Буковец живеят 30 български и 10 помашки родове. Към 1893 година в селото са живели 154 помаци.

## Население
Преброяване на населението през 2011 г.
Численост и дял на етническите групи според преброяването на населението през 2011 г.:
|                     | Численост | Дял (в %) |
| Общо                | 202       | 100.00    |
| Българи             | 187       | 92.57     |
| Турци               | 0         | 0.00      |
| Цигани              | 0         | 0.00      |
| Други               | 0         | 0.00      |
| Не се самоопределят | 0         | 0.00      |
| Неотговорили        | 15        | 7.42      |

## Културни и природни забележителности
Селският събор се провежда всяка година на 21 ноември в чест на освобождението на селото от османско владичество.

## Личности
- Горан Нинов (р. 1938 г.) – български политик от БКП